# Glaciar Keilhay
Glaciar Keilhay (en inglés: Keilhau Glacier) (54°16′S 37°4′O / -54.267, -37.067) es un glaciar 9 kilómetros (5 millas náuticas) de largo, que fluye hacia el oeste de la Meseta Kohl en la costa sur de Georgia del Sur. El nombre fue asignado por el profesor Olaf Holtedahl, geólogo noruego que investigó Georgia del Sur en 1928, y es probable que nombró este glaciar en honor al profesor Baltazar M. Keilhau, un geólogo y profesor noruego de mineralogía en la Universidad de Oslo.